# 神槍手與智多星
《神槍手與智多星》是2007年一部由王晶編劇、姜國民執導的香港影片，有普通話和廣東話兩個版本。影片名字借用自同名的美國西部電影《虎豹小霸王》（香港翻譯為《神槍手與智多星》）。該片於2007年6月開機拍攝，9月3日關機，同年10月19日在中國大陸上映。該片是女主角唐嫣的大銀幕處女作。

## 劇情
在無數衝突裡的罪惡城市中，有兩個人是大家絕對都無法忘記的！沒人知道他們的真正姓名，只知其中一個叫神槍手！
之所以為神槍手，因他其準無比的槍法只要他手上拿著槍就能在十分之一秒內把目標幹掉。
另一位是神槍手的好朋友，人人都稱他為智多星。
他之所以稱為智多星，全因他智計百出，全身有無數的精巧電子武器。
九年很快過去，當所有人都把神槍手與智多星的事跡看作傳奇故事時他們卻再次在這個充滿罪惡的城市中出現。

## 演員
- 曾志偉 飾 神槍手/志偉，假扮鍾勝一 Simon
- 吳鎮宇 飾 智多星/阿昌Bullet，假扮神槍手
- 黃秋生（配音：高翰文） 飾 鐵警官/阿智 Brain，假扮智多星
- 方力申 飾 王小飛 Fred，鐵警官下屬
- 唐嫣 飾 杜小雨
- 吳慶哲（配音：蔡忠衛） 飾 阿一
- 劉洋 飾 迷香
- 劉園園（配音：劉惠雲） 飾 一毛錢
- 龍德 飾 阿牛
- 張文俊 飾 祼男
- 趙彤 飾 小嫂
- 馬樹超 飾 校長
- 蔣榮發 飾 黃警官
- 張磊 飾 鍾勝一手下
- 楊美玲 飾 小一毛錢
- 達妮婭 飾 杜小雨教師

## 各地電影分級制度
| 國家／地區 | 級別 |
| ---------- | ---- |
| 香港       | IIB  |
| 台灣       | 輔   |
| 馬來西亞   | U    |

## 外部連結
- Yahoo奇摩電影上《神槍手與智多星》的資料（繁體中文）
- MSN娛樂上《神槍手與智多星》的資料（繁體中文）

- 開眼電影網上《神槍手與智多星》的資料（繁體中文）
- 香港影庫上《神槍手與智多星》的資料（繁體中文）
- 时光网上《神槍手與智多星》的資料（简体中文）
- 豆瓣电影上《神槍手與智多星》的資料 （简体中文）
- 爛番茄上《神槍手與智多星》的資料（英文）
- 互联网电影数据库（IMDb）上《神槍手與智多星》的资料（英文）